# Flatline (Doctor Who)
"Flatline" é o nono episódio da oitava temporada da série de ficção científica britânica Doctor Who, transmitido originalmente na BBC One em 18 de outubro de 2014. Foi escrito por Jamie Mathieson e dirigido por Douglas Mackinnon.
No episódio, o alienígena viajante do tempo conhecido como o Doutor (Peter Capaldi) fica preso dentro de sua máquina do tempo, a TARDIS, depois que as dimensões externas dela são encolhidas por criaturas extraterrestres bidimensionais, que ele finalmente chama de Sem Osso, na atual Bristol. Auxiliada pelo grafiteiro local Rigsy (Joivan Wade), a acompanhante de viagem do Doutor Clara (Jenna Coleman) carrega consigo a TARDIS miniaturizada e assume temporariamente o papel do Doutor de tentar proteger a humanidade de incursões alienígenas.
O episódio foi assistido por 6,71 milhões de telespectadores e recebeu críticas positivas, com elogios especiais a atuação de Coleman.

## Enredo
O Doutor descobre algo que drenando a energia da TARDIS e se materializa em Bristol. Clara faz amizade com Rigsy, um grafiteiro designado para prestar serviços comunitários em uma propriedade municipal. Ele conta a Clara que várias pessoas estão desaparecidas. Quando Clara retorna para o Doutor, as dimensões exteriores da TARDIS encolheram demais para o Doutor sair. Ele então passa a Clara sua chave de fenda sônica, papel psíquico e um fone de ouvido para se comunicar com ela, e se carrega a TARDIS em sua bolsa, agindo como o Doutor.
Clara convence a agente Forrest a deixar ela e Rigsy entrarem no apartamento do primeiro desaparecimento e eles ouvem Forrest gritar na sala ao lado. Eles não veem nenhum sinal dela, mas encontram um estranho mural na parede. O Doutor o reconhece como um sistema nervoso humano e suspeita que seja o de Forrest. Ele avisa Clara e Rigsy que existem criaturas bidimensionais, os Sem Osso, que estão achatando as pessoas desaparecidas em duas dimensões. Clara e Rigsy escapam antes de serem atacados.
Eles correm de volta para os outros membros do serviço comunitário para avisá-los de que os murais em um metrô são mais Sem Osso. Alguns membros morrem enquanto Clara conduz o resto por um pátio de trens até os túneis. Eles são seguidos pelos Sem Osso, que assumem a forma das pessoas que mataram para usar a terceira dimensão. As criaturas cercam os outros achatando as portas em duas dimensões. O Doutor monta um dispositivo para desfazer esse achatamento e dar ao grupo tempo para escapar. Na pressa, Clara deixa a TARDIS cair no caminho de um trem que se aproxima. O Doutor ativa o Modo Cerco, evitando qualquer dano físico, mas deixando-o sem energia suficiente para desativá-lo.
Clara faz Rigsy pintar uma porta realista em um grande pôster, que está pendurado em um túnel de acesso para atrair os Sem Osso até ele. As criaturas, pensando que é uma porta achatada, canalizam sua energia para restaurá-la, mas em vez disso eles alimentam a TARDIS que Clara colocou atrás do pôster. A TARDIS volta ao seu tamanho e forma normais, e o Doutor ergue uma barreira para manter os Sem Osso no lugar. Percebendo que eles não têm intenções pacíficas, ele os devolve à sua dimensão. O Doutor pergunta a Clara se ela gostou de ser ele durante o dia. Em outro lugar, Missy observa Clara, murmurando para si mesma que ela "escolheu bem".

### Continuidade
O exterior da TARDIS também foi reduzido ao tamanho de uma polegada no serial Planet of Giants (1964) e ao tamanho de uma casa de bonecas em Logopolis (1981).

## Produção
A leitura do roteiro de "Flatline" ocorreu em 19 de maio de 2014. As filmagens começaram logo depois, em 28 de maio, e foram concluídas em 18 de junho de 2014.

## Transmissão e recepção
| Críticas profissionais: | Críticas profissionais: |
| Avaliações da crítica   | Avaliações da crítica   |
| Fonte                   | Avaliação               |
| ----------------------- | ----------------------- |
| The A.V. Club           | B+                      |
| Paste Magazine          | 9,4                     |
| SFX Magazine            | [ 5 ]                   |
| TV Fanatic              | [ 6 ]                   |
| CultBox                 | [ 7 ]                   |
| IndieWire               | B+                      |
| IGN                     | 8,3                     |
| New York Magazine       | [ 10 ]                  |
| Radio Times             | [ 11 ]                  |
| Digital Spy             | [ 12 ]                  |
| The Daily Telegraph     | [ 13 ]                  |

Durante sua noite de estreia, o episódio foi assistido por 4,6 milhões de pessoas. Ao total, foi assistido por um total de 6,71 milhões de telespectadores. Nos Estados Unidos, o episódio foi visto por 0,75 milhões de telespectadores. Também recebeu um Índice de Apreciação do público de 85, considerado excelente.

### Recepção critica
O episódio recebeu críticas positivas, com muitos elogiando o roteiro de Jamie Mathieson, a atuação de Jenna Coleman e os monstros de design único. Neela Debnath do The Independent elogiou as atuações de Coleman e Peter Capaldi e acreditou que este episódio foi mais forte do que "Mummy on the Orient Express" na semana anterior, também roteirizado por Mathieson, embora ela criticasse os efeitos de CGI. Matt Risley da IGN deu ao episódio 8,3 de 10, elogiando o conceito do episódio e a atuação de Coleman, mas criticando o elenco convidado. Morgan Jeffery do Digital Spy fez uma crítica mista do episódio, chamando-o de "uma jornada acidentada". Ele também criticou o elenco de apoio, alegando falta de profundidade em suas personalidades. Ele foi, no entanto, positivo em relação ao CGI, chamando-o de "o mais impressionante e distinto que o show já apresentou na memória recente". No geral, ele deu ao episódio três estrelas de cinco.
Revendo o episódio para o The Daily Telegraph, Michael Hogan observou que Christopher Fairbank foi anunciado como uma estrela convidada, mas Joivan Wade o superou. Ele afirmou que o episódio teve "ideias estranhamente originais, executadas de forma inteligente. Foi emocionantemente perturbador e, em última análise, satisfatório". Dan Martin, do The Guardian, escreveu que o roteiro de Jamie Mathieson "é uma das demonstrações mais eficazes de como fazer o 'barato'". Martin afirmou ainda que Clara está "cada vez mais parecida com o Doutor". Alasdair Wilkins do The A.V. Club concedeu ao episódio um B+, afirmando que "o show está em uma maré de sorte que não víamos há muito, muito tempo". Wilkins encerrou sua crítica dizendo que "'Flatline' não é perfeito, mas sublinha o quão bons o Décimo segundo Doutor e Clara têm sido um para o outro, e quão grande tem sido o par deles para o show, se não por outro motivo além de sua relacionamento complexo forçou o show a ser pensativo de uma forma que não acontecia há algum tempo".

## Romantização
A Pearson Education publicou uma romantização deste episódio escrita por Nancy Taylor para estudantes de leitura da língua inglesa em 24 de maio de 2018.